# Alterita
L'alterita és un mineral de la classe dels sulfats. Rep el nom en honor del col·leccionista de camp d'Arizona Malcolm Alter.

## Característiques
L'alterita és un sulfat oxalat de fórmula química Zn₂Fe³⁺₄(SO₄)₄(C₂O₄)₂(OH)₄(H₂O)₁₂·5H₂O. Va ser aprovada com a espècie vàlida per l'Associació Mineralògica Internacional l'any 2018, i no va ser publicada fins al mes d'abril de 2024. Cristal·litza en el sistema monoclínic.

## Formació i jaciments
Va ser descoberta al Cliff Dwellers Lodge, al districte miner de Vermillion Cliffs del comtat de Coconino (Arizona, Estats Units d'Amèrica). Més tard també ha estat trobada a la prospecció Três Estradas, a Lavras do Sul (Rio Grande do Sul, Brasil). Aquests dos indrets són els únics de tot el planeta on ha estat descrita aquesta espècie mineral.